# Куріньська сотня
Курінська сотня — адміністративно-територіальна одиниця Коропивнянського (1649—1658), потім Ірклівського (1658—1661), а згодом Лубенського (1757—1782) полків.
Адміністративним центром було містечко Курінька. Існувала в 1648—1661 та 1757—1781 роках.
У тодішньому написанні назва сотні — Курінська, відповідно до вимог сучасного правопису — Куріньківська.

## Коротка історія сотні
- Землі майбутньої Курінської сотні входили до складу володінь Яреми Вишневецького. Майбутній центр сотні Курінька вперше згадується у документах під 1618 роком. У 1647 році в Курінці та її підварках було 285 домогосподарств.

- В 1648 році Курінська сотня створена у складі Лубенського полку.

- У 1649 році мала 89 козаків. 16 жовтня того року як бойова і адміністративна одиниця увійшла до складу Кропивнянського полку.

- Козаки сотні брали участь у Берестецькій битві 1651 року.

- У 1658 році сотню було передано до відновленого Іркліївського полку.

- У 1661 році полк і сотню було ліквідовано, її територію розподілено між сусідніми сотнями, а містечко Курінька влито до складу Чорнуської сотні  Лубенського полку.

- У 1757 році Курінську сотню було відновлено у складі Лубенського полку.

- 1782 р. сотню було ліквідовано, а її території було поділено між Лубенським і Пирятинськими повітами  Київського намісництва.

## Символіка
Зберіглася печатка із геробом Курінської сотні|. Прапор Курінської сотні не зберігся, але згідно опису прапора, проект якого було зроблено І. Кулябкою, він був подібним до знамена Сенчанської сотні.

## Сотенний устрій

### Сотники
- Тиміш(1649)
- Лисовець Андрій(?-1652.02. -?)
- Степанов Іван (Страховський Іван Андрійович) (24.07.1757-1780-?)
- Огронович Степан Корнійович(?-1781-1782)[2].

### Городові отамани
- Зощенко Ілля(1696)
- Плята Федір(?-1762-?)
- Кричевський Іван(1775—1782)[3]

### Сотенніосавули
- Галушка Гордій(?-1762-?)
- Гирман Іван(1771-1780-?)
- Бойченко Микола Маркович(1773-1780-?)[4]

### Хорунжі
- Ільченко Гарвило(?-1762-?)
- Бойченко Микола Маркович(1767—1774)
- Савченко Омельян(1773-1780-?)[4]

### Сотенні писарі
- Бутович Захар(?-1762-?)
- Загреба Василь Андрійович(?-1766-1768-?)
- Киричевський Іван(1766—1775)[4].

## Територія
Сотня займала територію південно-західної частини нинішнього  Чорнухинського району  Полтавської області.
На півночі і сході сотня межувала з Чорнуською сотнею, на півдні із Снітинською сотнею, на заході із 2-ю Пирятинською сотнею Лубенського полку. Природнею межею сотні на півдні була річка Удай.
.

## Опис Курінської сотні
За описом Київського намісництва 1781 року наявні наступні дані про кількість сіл та населення Курінської сотні (за новоствореними повітами) напередодні ліквідації:
| Населені пункти Курінської сотні                                 | Дворян і шляхетства | Різночинців | Духовенства | Церковників | Греків | Хат              | Хат                   | Хат   | Хат                                        | Хат                                                           | Всього | Всього                             |
| ---------------------------------------------------------------- | ------------------- | ----------- | ----------- | ----------- | ------ | ---------------- | --------------------- | ----- | ------------------------------------------ | ------------------------------------------------------------- | ------ | ---------------------------------- |
| Населені пункти Курінської сотні                                 | Дворян і шляхетства | Різночинців | Духовенства | Церковників | Греків | козаків виборних | козаків підпомічників | міщан | посполитих коронних, в тому числі рангових | посполитих власницьких, різночинських і козацьких підсусідків | хат    | за останньою 1764 року ревізії душ |
| Відійшли до Лубенського повіту (Київського намісництва):         |                     |             |             |             |        |                  |                       |       |                                            |                                                               |        |                                    |
| містечко Курінька                                                | 2                   | 8           | 1           | —           | —      | 88               | 101                   | —     | 22                                         | 312                                                           | 101    | —                                  |
| селище Скибинці                                                  | —                   | —           | —           | —           | —      | 26               | 4                     | —     | —                                          | 9                                                             | 39     | —                                  |
| селище Нетратівка                                                | —                   | 1           | —           | —           | —      | 11               | 1                     | —     | —                                          | 12                                                            | 24     | —                                  |
| село Піски                                                       | 1                   | —           | 1           | —           | —      | 57               | 48                    | —     | —                                          | 28                                                            | 133    | —                                  |
| слобода Красногірського монастиря                                | —                   | —           | —           | —           | —      | —                | —                     | —     | —                                          | 6                                                             | 6      | —                                  |
| село Сухоносівка                                                 | —                   | 1           | 1           | 1           | —      | 40               | 19                    | —     | —                                          | 93                                                            | 152    | —                                  |
| село Мокіївка                                                    | 1                   | 2           | 1           | —           | —      | 69               | 21                    | —     | —                                          | 25                                                            | 115    | —                                  |
| 1. хутір Слюзівщина                                              | —                   | —           | —           | —           | —      | —                | —                     | —     | —                                          | 3                                                             | 3      | —                                  |
| 2. хутір осавула полкового Христича                              | —                   | —           | —           | —           | —      | —                | —                     | —     | —                                          | 1                                                             | 1      | —                                  |
| 3. хутір осавула полкового Савицького                            | —                   | —           | —           | —           | —      | —                | —                     | —     | —                                          | 1                                                             | 1      | —                                  |
| 4. хутір військового товариша Христича                           | —                   | —           | —           | —           | —      | —                | —                     | —     | —                                          | 3                                                             | 3      | —                                  |
| 5. хутір генерал-майора Хорвата                                  | —                   | —           | —           | —           | —      | —                | —                     | —     | —                                          | 1                                                             | 1      | —                                  |
| 6. хутір козака Зѣнчика                                          | —                   | —           | —           | —           | —      | —                | —                     | —     | —                                          | 1                                                             | 1      | —                                  |
| 7. хутір Корнѣйовичий                                            | —                   | —           | —           | —           | —      | —                | —                     | —     | —                                          | 3                                                             | 3      | —                                  |
| 8. хутір хорунжого полкового Максимовича                         | —                   | —           | —           | —           | —      | —                | —                     | —     | —                                          | 2                                                             | 2      | —                                  |
| 9. хутір сотника Стефаненова                                     | 1                   | —           | —           | —           | —      | —                | —                     | —     | —                                          | 2                                                             | 2      | —                                  |
| 10. хутір гвардії капітана Теплова                               | —                   | —           | —           | —           | —      | —                | —                     | —     | —                                          | 1                                                             | 1      | —                                  |
| 11. хутір козака Юрченка                                         | —                   | —           | —           | —           | —      | —                | —                     | —     | —                                          | 1                                                             | 1      | —                                  |
| 12. хутір військового товариша Самойловича                       | —                   | —           | —           | —           | —      | —                | —                     | —     | —                                          | 1                                                             | 1      | —                                  |
| 13. хутір Човнівський (майбутнє село Пацали?)                    | —                   | —           | —           | —           | —      | —                | —                     | —     | —                                          | 3                                                             | 3      | —                                  |
| 14. хутір посполитого осавула полкового Савицького — Дристуненка | —                   | —           | —           | —           | —      | —                | —                     | —     | —                                          | 1                                                             | 1      | —                                  |
| 15. хутір Колотівщина                                            | —                   | —           | —           | —           | —      | —                | —                     | —     | —                                          | 1                                                             | 1      | —                                  |
| Разом у частині сотні Курінської                                 | 5                   | 12          | 4           | 1           | —      | 291              | 194                   | —     | 22                                         | 299                                                           | 806    | 2038                               |
| Відійшли до Пирятинського повіту (Київського намісництва):       |                     |             |             |             |        |                  |                       |       |                                            |                                                               |        |                                    |
| село Луговики                                                    | 2                   | 3           | 1           | —           | —      | 84               | 38                    | —     | —                                          | 128                                                           | 250    | —                                  |
| село Нехристівка                                                 | 3                   | 2           | 1           | —           | —      | 8                | 6                     | —     | —                                          | 80                                                            | 94     | —                                  |
| Разом у частині сотні Курінської                                 | 5                   | 5           | 2           | —           | —      | 92               | 44                    | —     | —                                          | 208                                                           | 344    | 894                                |
| Всього у сотні Курінській                                        | 10                  | 17          | 6           | 1           | —      | 383              | 238                   | —     | 22                                         | 507                                                           | 1150   | 2932                               |

## Господарство
Основу господарства складало рільництво. Основні с/г культури — жито, овес, ячмінь, гречка, просо, зрідка — пшениця. Із технічних культур був поширений тютюн.
Яків Маркович мав у Сухоносівці великий фруктовий сад, де вирощували яблуні, груші, волоські горіхи, сливи, виноград.
У Куріньці, Пісках, Нетратівці і Скибинцях були водяні млини на річці Удай, у Луговиках — млини на річці Многа. так, у 1666 р. в Куріньці було 6 міщанських млинів(були також козацькі, але їх в реєстр не вносили).
Важливе місце займало рибальство і бджільництво. Наприклад, за 1767 рік сім'я козака Корнія Назаренка із Скибинців виловила риби з річки Удай на суму 15 рублів.

## Релігійне життя
У селах і містечку, що входили до складу сотні, було 6 церков:
Курінька — Воскресенська
Луговики — Успенська
Мокіївка — Миколаївська
 Піски — Михайлівська
Нехристівка —Свято-Троїцька
Сухоносівка — Параскевинська
Після відновлення сотні у 1757 році в її межах опинився  Свято-Троїцький Красногірський Чорнуський монастир, який мав дві церкви — Свято-Троїцьку та Різдва Іоанна Предтечі(трапезна).

## Відомі особи, пов'язані з Курінською сотнею
- Петрановський Яків — уродженець Куріньки, випускник Києво-Могилянської академії. Працював у Київській духовній консисторії.
- Клим Піщанський — значковий товариш Лубенського полку, житель села Піски.
- Іван Колот(Колотовський — Самойлович) — значковий товариш Лубенського полку, уродженець і житель с. Сухоносівка.
- Савицький Степан — володів селом Луговики, де після його смерті проживала вдова з дітьми. У подальшому маєтності в Луговиках належали нащадкам С.Савицького до 1917 року.
- Маркович Яків — володів селом Сухоносівка, про перебування в якому залишив багато записів у своєму щоденнику.

Можливо:
- Мокієвський Іван(1718—1747 рр.) — випускник і викладач Києво-Могилянської академії. Ймовірно народився у селі Мокиївка.